# Gerald Tinker
Pour les articles homonymes, voir Tinker.
(en) Statistiques sur pro-football-reference
Gerald A. Tinker, né le 19 janvier 1951, est un américain, ancien athlète spécialiste du sprint. Il remporte le titre olympique en 1972 avec le relais 4 × 100 mètres comme troisième relayeur. À l'occasion de cette épreuve olympique de la course relais, le record du monde est égalé par les américains avec un temps de 38 s 19.
Après les jeux, Tinker joue au football américain comme professionnel en National Football League pour les Falcons d'Atlanta et pour les Packers de Green Bay.

## Jeux olympiques
- Jeux olympiques 1972 à Munich  Allemagne de l'Ouest
  -  Médaille d'or en relais 4 × 100 m